# Rue Mallet-Stevens
Rue Mallet-Stevens è una strada di Parigi situata nel XVI arrondissement.
La breve strada privata è conosciuta perché un intero lato è occupato dal capolavoro di Robert Mallet-Stevens, un immobile multifamiliare completato nel 1927. Si tratta di un'opera importante del movimento moderno, organizzata per volumi che si scompongono creando avanzamenti, terrazze, avancorpi e altri effetti che rendono unico ciascun appartamento. 
Le proporzioni originali vennero purtroppo compromesse dall'aggiunta di tre piani negli anni '60.